# Virje Križovljansko
Virje Križovljansko es una localidad de Croacia en el municipio de Cestica, condado de Varaždin.

## Geografía
Se encuentra a una altitud de {{{altitud}}} m s. n. m. a 109 km de la capital nacional, Zagreb.

## Demografía
En el censo 2011, el total de población de la localidad fue de 267 habitantes.
| Gráfica de población de Virje Križovljansko 1857-2011               |
|                                                                     |
| Según los censos de población de la oficina estadística de Croacia. |